# Ɉ
La j con barra (mayúscula Ɉ, minúscula ɉ) es una letra del alfabeto latino, derivada de J con la adición de una barra a través de la letra. Se usa en arhuaco para representar /dʒ/.
Hay una letra similar ⟨ɟ⟩ (j sin puntos con trazo) se usa para representar la oclusiva palatal sonora en el Alfabeto Fonético Internacional .

## Uso
En 1930, el monje budista Mongush Lopsang-Chinmit publicó un alfabeto latino para el idioma tuvano, donde aparecía esta nueva letra Ɉ. Pero en 1931 la Ɉ fue excluida del alfabeto.
En algunas transcripciones que usan un Alfabeto Fonético Internacional no estándar , la consonante aspirante pospalatal sonora, es decir, la semivocal correspondiente a la vocal cerrada no redondeada central [ ɨ ], se transcribe usando la barra j [ɉ]

## Unicode
| Carácter      | Ɉ                               | Ɉ                               | ɉ                               | ɉ                               | ɟ                                           | ɟ                                           | ʄ                                        | ʄ                                        |
| ------------- | ------------------------------- | ------------------------------- | ------------------------------- | ------------------------------- | ------------------------------------------- | ------------------------------------------- | ---------------------------------------- | ---------------------------------------- |
| Unicode       | LETRA MAYÚSCULA J CON UNA BARRA | LETRA MAYÚSCULA J CON UNA BARRA | LETRA MINÚSCULA J CON UNA BARRA | LETRA MINÚSCULA J CON UNA BARRA | LETRA MINÚSCULA J CON UNA BARRA Y SIN PUNTO | LETRA MINÚSCULA J CON UNA BARRA Y SIN PUNTO | LETRA MINÚSCULA J CON BARRA Y CON GANCHO | LETRA MINÚSCULA J CON BARRA Y CON GANCHO |
| Codificación  | decimal                         | hex                             | decimal                         | hex                             | decimal                                     | hex                                         | decimal                                  | hex                                      |
| Unicode       | 584                             | U+0248                          | 585                             | U+0249                          | 607                                         | U+025F                                      | 644                                      | U+0284                                   |
| UTF-8         | 201 136                         | C9 88                           | 201 137                         | C9 89                           | 201 159                                     | C9 9F                                       | 202 132                                  | CA 84                                    |
| Ref. numérica | &#584;                          | &#x248;                         | &#585;                          | &#x249;                         | &#607;                                      | &#x25F;                                     | &#644;                                   | &#x284;                                  |